# MTV Movie Awards 1994
De MTV movie awards van 1994 werden op 4 juni 1994 gehouden. Presentator was Will Smith. Er waren optredens van Bon Jovi, Toni Braxton, Warren G & Nate Dogg, breakbeat & Mike Mills van R.E.M, Dave Grohl van Nirvana, Dave Pyrner van Soul Asylum, Thurston Moon van Sonic Youth, Don Fleming van Gunball en Greg Dulli van Afghan Wings.

## Best movie (beste film)
Winnaar:
Menace II Society
Genomineerd:
The Fugitive
Jurassic Park
Philadelphia
Schindler's List

## Best male performance (Beste acteerprestatie door een man)
Winner:
Tom Hanks, Philadelphia
Genomineerd:
Tom Cruise, The Firm
Harrison Ford, The Fugitive
Val Kilmer, Tombstone
Robin Williams, Mrs. Doubtfire

## Best Female performance (Beste acteerprestatie door een vrouw)
Winnaar:
Janet Jackson, Poetic Justice
Genomineerd:
Angela Bassett, What's Love Got to Do with It
Demi Moore, Indecent Proposal
Julia Roberts, The Pelican Brief
Meg Ryan, Sleepless in Seattle

## Most desirable man (meest begeerde man)
Winnaar:
William Baldwin, Sliver
Genomineerd:
Tom Cruise, The Firm
Val Kilmer, Tombstone
Jean-Claude Van Damme, Hard Target
Denzel Washington, The Pelican Brief

## Most desirable female (meest begeerde vrouw)
Winnaar:
Janet Jackson, Poetic Justice
Genomineerd:
Kim Basinger, The Getaway
Demi Moore, Indecent Proposal
Alicia Silverstone, The Crush
Sharon Stone, Sliver

## Best breaktrough performance (Beste doorbraak acteerprestatie)
Winnaar:
Alicia Silverstone, The Crush
Genomineerd:
Ralph Fiennes, Schindler's List
Jason Scott Lee, Dragon: The Bruce Lee Story
Ross Malinger, Sleepless in Seattle
Jason James Richter, Free Willy

## Best on-screen duo (Best duo op het scherm)
Winner:
Harrison Ford en Tommy Lee Jones, The Fugitive
Nominated:
Mary Stuart Masterson en Johnny Depp, Benny & Joon
Tom Hanks en Denzel Washington, Philadelphia
Meg Ryan en Tom Hanks, Sleepless in Seattle
Dana Carvey en Mike Myers, Wayne's World 2

## Best Villain (Beste schurk)
Winnaar:
Alicia Silverstone, The Crush
Genomineerd:
Macaulay Culkin, The Good Son
John Malkovich, In the Line of Fire
Wesley Snipes, Demolition Man
T-Rex, Jurassic Park

## Best Comedic Performance (Beste komische optreden)
Winnaar:
Robin Williams, Mrs. Doubtfire
Genomineerd:
Jim Carrey, Ace Ventura: Pet Detective
Johnny Depp, Benny & Joon
Whoopi Goldberg, Sister Act 2: Back in the Habit
Pauly Shore, Son in Law

## Best song from a movie (Beste liedje uit een film)
Winnaar:
"Will You Be There" - Michael Jackson, Free Willy
Genomineerd:
"All for Love" - Bryan Adams en Rod Stewart, The Three Musketeers
"Can't Help Falling in Love" - UB40, Sliver
"I'm gonna be (500 miles)" - The Proclaimers, Benny & Joon
"Streets of Philadelphia" - Bruce Springsteen, Philadelphia
"When I Fall in Love" Céline Dion en Clive Griffin, Sleepless in Seattle

## Best kiss (Beste zoen)
Winnaar:
Demi Moore en Woody Harrelson, Indecent Proposal
Genomineerd:
Patricia Arquette en Christian Slater, True Romance
Kim Basinger en Dana Carvey, Wayne's World 2
Jason James Richter en Willy, Free Willy
Winona Ryder en Ethan Hawke, Reality Bites

## Best Action Sequence (Beste actiescène)
Winnaar:
"train wreck", The Fugitive
Genomineerd:
"opening catwalk sequence", Cliffhanger
"motorcycle scene", Hard Target
"T-Rex/Jeep scene", Jurassic Park
"Lena Olin Handcuffed In Backseat Of Car", Romeo Is Bleeding

## Overige prijzen
Beste nieuwe filmmaker - Steven Zaillian, regisseur van Searching for Bobby Fischer
Prijs voor het gehele oeuvre - Richard Roundtree, Shaft
1992 · 1993 · 1994 · 1995 · 1996 · 1997 · 1998 · 1999 · 2000 · 2001 · 2002 · 2003 · 2004 · 2005 · 2006 · 2007 · 2008 · 2009 · 2010 · 2011